# 1342 Brabantia
1342 Brabantia este un asteroid din centura principală, descoperit pe 13 februarie 1935, de Hendrik van Gent.